# Papieskie Kolegium Ormiańskie

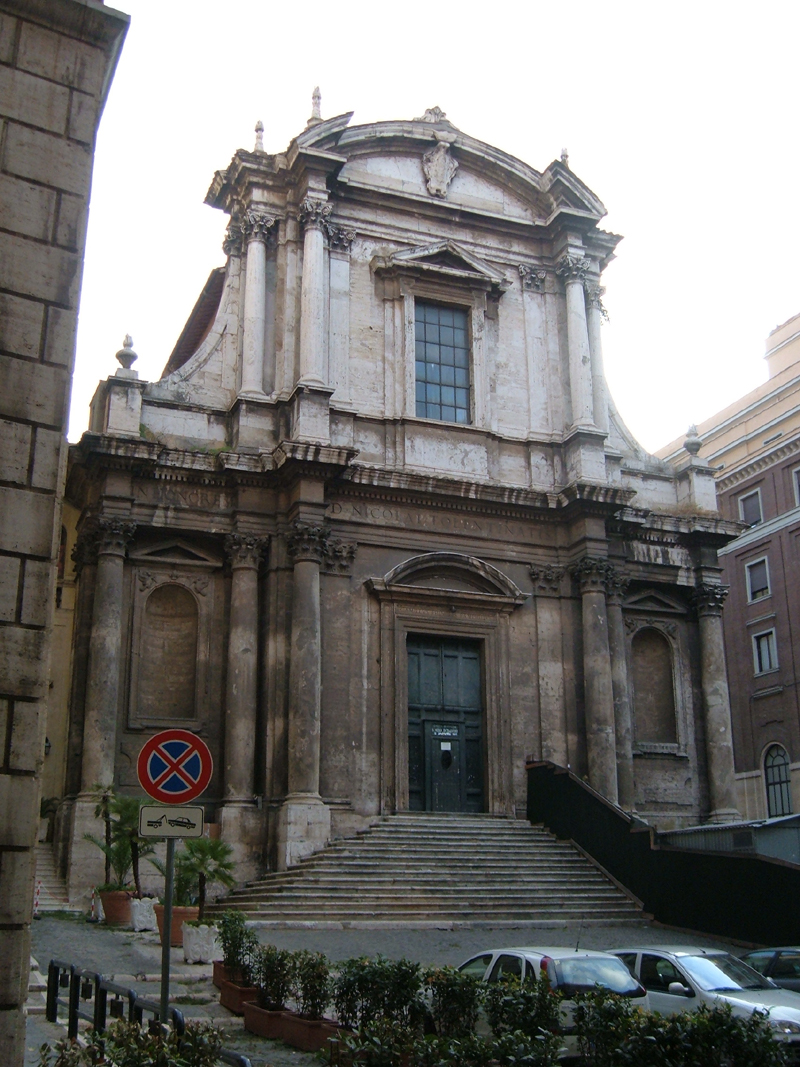
Ormiańskokatolicki kościół św. Mikołaja z Tolentino w Rzymie

Papieskie Kolegium Ormiańskie – instytucja Kościoła katolickiego, utworzona w Rzymie w roku 1883 przez papieża Leona XIII dla kształcenia duchownych Kościoła katolickiego obrządku ormiańskiego.
Aktualnym rektorem Kolegium jest ks. Kework Noradungian. Do budynku kolegium przylega ormiańskokatolicki kościół św. Mikołaja z Tolentino.
Wieloletnim profesorem Papieskiego Kolegium Ormiańskiego był polski Ormianin, ks. dr Grzegorz Petrowicz (1916–2004), ostatni kapłan archidiecezji lwowskiej obrządku ormiańskiego. Wysłany na studia do Papieskiego Kolegium Ormiańskiego przez abpa Józefa Teodorowicza, z powodu wybuchu II wojny światowej pozostał w Rzymie. Tam obronił doktorat i przez przeszło pół wieku wykładał w Kolegium. Był też osobistym sekretarzem patriarchy ormiańskokatolickiego, kardynała Grzegorza Piotra XV Agadżaniana, jednego z najpoważniejszych kandydatów na papieża po śmierci Piusa XII. Jest autorem monumentalnej pracy La Chiesa Armena in Polonia, opisującej dzieje kościelne Ormian polskich.
W Papieskim Kolegium Ormiańskim w Rzymie kształcili się polscy duchowni ormiańscy m.in.: ks. Kazimierz Roszko, ks. Kazimierz Romaszkan, ks. Tadeusz Isakowicz-Zaleski oraz ks. Artur Awdalian.